# Koimla
Koordinaten: 58° 14′ N, 22° 7′ O
Koimla (deutsch Koimel) ist ein Dorf (estnisch küla) auf der größten estnischen Insel Saaremaa. Es gehört zur Landgemeinde Saaremaa (bis 2017: Landgemeinde Lääne-Saare) im Kreis Saare.

## Einwohnerschaft, Lage und Geschichte
Das Dorf hat 93 Einwohner (Stand 1. Januar 2016). Es liegt 25 Kilometer südwestlich der Inselhauptstadt Kuressaare. Östlich des Dorfkerns fließt der Bach Riksu oja.
Das Dorf wurde erstmals im Jahr 1592 mit drei schwedischen Gesinden urkundlich erwähnt.